# Juan Alfonso Baptista Díaz
Juan Alfonso Baptista Díaz (Caracas, 9 de setembre de 1976), amb el sobrenom d'El Gato, és un actor de televisió veneçolà, conegut per interpretar sèries o telenovel·les al continent llatinoamericà com a Espanya.

## Biografia
Abans de dedicar-se al món de la interpretació va ser el porter de la selecció veneçolana. Ha participat en telenovel·les produïdes per diferent països com: Mèxic, Colòmbia, Espanya, Estats Units... El seu començament va ser l'any 1997 al món de les telenovel·les, quan va participar en la telenovel·la veneçolana A todo Corazón. Va estar dos anys inactiu, degut a una paràlisi facial, fins que al 1999 va gravar la telenovel·la Enamorada.

## Carrera Professional
Al 2000 va fer dues telenovel·les: Hechizo de amor, d'origen veneçolà.
Al 2001 va rodar la telenovel·la mexicana Com en el cine.
Al 2002 va gravar la telenovel·la Gata salvaje. Al 2003 va protagonitzar juntament amb Paola Rey, la famosa i internacional telenovel·la colombiana Pasión de Gavilanes. En aquesta novela es va donar a conèixer arreu del món, gràcies a la fama del seu personatge Òscar Reyes, un ambiciós i atractiu jove que al intentar venjar juntament amb els seus altres dos germans Juan Reyes (Mario Cimarro) i Franco Reyes (Michel Brown) la mort de la seva germana petita, on els tres germans cauen enamorats de les germanes Elizondo.
Al 2004 va protagonitzar amb Paola Rey també la telenovel·la La mujer en el espejo. Aquesta vegada va haver de protagonitzar al personatge de Marcos Mutti, un enginyer químic, amb molta fama de que li agraden les dones, que cau enamorat als peus de la seva nova companya de feina, Maritza Ferrer, una noia que desa molts secrets que mica en mica s'aniràn descobrint.
Aquestes dues telenovel·les li van dur a la fama mundial com a actor, sobretot en territori espanyol, cosa que li va causar moltes ofertes de treball.
A finals del 2006 participà a la cuarta edició del programa espanyol ¡Mira quién baila! de TVE, on va demostar les seves grans capacitats per el ball, on va guanyar gairebé totes les gales d'aquell programa espanyol quedant subcampió d'aquella edició, per darrer de la gimnasta Estela Giménez.
Entre el febrer del 2007 i l'abril del 2008 va gravar a Colòmbia una telenovela anomenada La marca del Deseo per al Canal Telefura. On el seu personatge es deia Luis Eduardo Santibañez, una arquitecte preocupat per naturalesa que s'enamora d'una noia que més tard resulta ser la seva germana.
Al 2008, començà a gravar els capítols per a la segona temporada de Tiempo final emesa pel canal FOX.
Al 2011 va actuar com antagonista a la telenovela colombiana La Teacher de Inglés al Canal Caracol.

## Filmografia

### Televisió
- Enfermeras (2021) — Dr. Roberto Peláez
- La venganza de Analía (2020) — Mark Salinas
- Chichipatos (2020) — Matías
- Distrito salvaje (2019) — Bermúdez
- Sin senos sí hay paraíso (2017-2018) — Martín Cruz
- Pambelé (2017) — Ezequiel Mercado
- Las Vega's (2016-2017) — Vicente Correa
- Celia (2015-2016) — Ramón Cabrera
- El capo 3 (2014) — Gabriel Aldana "Pitre"
- Mentiras perfectas (2013-2014) — Felipe
- Los Rey (2012) — Pedro Luis Malvido Lozano, Peluso
- El Joe, la leyenda (2012) — Iván Nava
- La cara oculta (2011) — Agente de policía
- La Teacher de inglés (2011) — Luis Fernando Caicedo
- Sacrificio de mujer (2011) — Luis Francisco Vilarte
- Sin tetas no hay paraíso (2009) — Guillermo Mejía, Bebé
- La marca del deseo (2007) — Luis Eduardo Santibáñez Nurey
- La mujer en el espejo (2004-2005) — Marcos Mutti
- Pasión de gavilanes (2003-2004, 2022) — Óscar Reyes Guerrero
- Gata salvaje (2002) — Bruno Villalta
- Como en el cine (2001) — Carlos Escudero, Charlie
- Hechizo de amor (2000) — René Castro
- Enamorada (1999) — Ricardo Contreras, Ricky
- Así es la vida (1998) — Rey
- A todo corazón (1997) — Elías Mujíca, el Gato